# Stegonotus keyensis
Stegonotus keyensis — вид змій родини полозових (Colubridae). Ендемік Індонезії. Описаний у 2017 році.

## Поширення і екологія
Stegonotus keyensis мешкають на островах Кай на сході Молуккського архіпелагу. Вони живуть в первинних і вторинних вологих тропічних лісах.